# Jordan Thompson
Pour les articles homonymes, voir Jordan Thompson (homonymie).
Jordan Thompson, né le 20 avril 1994 à Sydney, est un joueur de tennis australien, professionnel depuis 2013.
Il a remporté un titre sur le circuit ATP en simple et sept en double dont le Masters 1000 de Madrid 2024. Il atteint son meilleur classement ATP en simple en novembre 2024 avec une 26e place.
Son palmarès sur le circuit secondaire est plus important. Il a remporté sept tournois sur le circuit Challenger en simple (Cherbourg, Anning, Hô-Chi-Minh-Ville et Traralgon en 2016 et Chennai, Traralgon et Canberra en 2018) et cinq en double (Kyoto en 2015 avec Benjamin Mitchell, Launceston, Shenzhen, Lexington et Canberra en 2016 avec Luke Saville).

## Carrière
Jordan Thompson commence à jouer au tennis à l'âge de quatre ans. Arrivé sur le circuit en 2013, ses surfaces préférées sont le gazon et la terre battue.
En 2016, il représente son pays aux Jeux olympiques d'été en participant à l'épreuve du simple, où il perd dès le premier tour contre Kyle Edmund.
Début 2017, il remporte son tout premier titre sur le circuit ATP, en double, dans son pays, à Brisbane, au côté de son compatriote Thanasi Kokkinakis. En juin au tournoi du Queen's, il bat le numéro 1 mondial Andy Murray au premier tour (7-64, 6-2).
En juin 2019, Thompson atteint pour la première fois les demi-finales d'un tournoi ATP en simple à Bois-le-Duc, où il bat notamment les têtes de série Frances Tiafoe et Alex De Minaur, puis il atteint même sa première finale en écartant le tenant du titre, Richard Gasquet, avant de s'incliner face à Adrian Mannarino en deux sets (7-67, 6-3). Cette performance lui permet d'intégrer le top 50 pour la première fois avec la 46e place au classement ATP. Il atteint ensuite les demi-finales à Antalya.
Il arrive en finale pour la deuxième fois de sa carrière à Bois-le-Duc en 2023 avec des victoires sur le jeune qualifié Français Giovanni Mpetshi Perricard (6-4, 7-6), l'ancien finaliste de Wimbledon Milos Raonic (7-6, 6-1) et un autre Français Adrian Mannarino (7-5, 6-7, 2-6), tombeur du numéro un mondial Daniil Medvedev. Il affronte en demi-finale son compatriote repêché Rinky Hijikata (7-6, 6-3). Comme quatre ans auparavant, il s'incline en finale contre le Néerlandais Tallon Griekspoor (7-6, 6-7, 3-6).
Il dispute une troisième finale en carrière en février 2024, la première sur dur, à Los Cabos. Il bat pour cela le local Ernesto Escobedo (6-4, 6-3), les Américains Emilio Nava (7-6, 6-3) et Alex Michelsen qu'il renverse en sauvant trois balles de match (0-6, 7-6, 7-5), ainsi que le numéro six mondial Alexander Zverev en demi-finale (7-5, 4-6, 7-6) qu'il avait déjà battu en fin de saison précédente à Tokyo. Il rencontre l'ancien numéro deux mondial désormais classé douzième Casper Ruud en finale et remporte le match en deux manches (6-3, 7-6). Il gagne ainsi son premier titre en carrière en simple à 29 ans. Il remporte également le titre en double avec Max Purcell. Il manque de peu de disputer une nouvelle finale sur gazon au Queen's mi-juin, ayant sorti de justesse le jeune Danois Holger Rune, ancien numéro quatre mondial (4-6, 7-6, 6-3), profité de l'abandon du vétéran Andy Murray (4-1 ab.), qui joue son 1001e match en carrière et battu le numéro un Américain Taylor Fritz (6-4, 6-3). Il voit sa route barrée par le surprenant Italien Lorenzo Musetti (6-3, 3-6, 6-3) qui joue ainsi sa première finale sur gazon en carrière.
Il enchaîne une deuxième finale cette année-là à Atlanta, où il sort le repêché Harold Mayot (6-2, 7-5), puis plus difficilement l'Espagnol Alejandro Davidovich Fokina (7-6, 4-6, 6-3) et le jeune Chinois Shang Juncheng (6-3, 4-6, 6-3) en demi-finale. Il est renversé en finale par un autre Asiatique, le Japonais Yoshihito Nishioka (6-4, 6-7, 2-6).
Il dispute début septembre une deuxième semaine en Majeur pour la seconde fois de sa carrière, la deuxième à l'US Open après une victoire nette sur Constant Lestienne (6-1, 6-3, 6-2), et deux autres plus disputées contre le numéro sept mondial Hubert Hurkacz (7-6, 6-1, 7-5), sa première victoire sur un Top 10 en Majeur et face à l'Italien Matteo Arnaldi (7-5, 6-2, 7-6). Il arrache un set malgré un début de match catastrophique en huitièmes contre son compatriote Alex de Minaur, dixième joueur au classement ATP (0-6, 6-3, 3-6, 5-7). Il confirme ses progrès montrés en 2024, en participant pour la première fois de sa vie aux quarts de finale d'un Masters 1000, à Paris Bercy, après avoir sorti l'Espagnol Pedro Martínez (6-4, 6-4), le vétéran local invité Adrian Mannarino (7-5, 7-6) mais surtout encore une fois le huitième mondial Casper Ruud (7-6, 3-6, 6-4). Il dispute son quart contre le Français Ugo Humbert qui, soutenu par le public parvient pour la première fois en demi-finale d'un Masters 1000 (2-6, 6-7).
En méforme durant la première moitié de la saison 2025, il remporte lors du tournoi de Wimbledon deux marathons contre le Tchèque Vit Kopriva (3-6, 4-6, 6-3, 7-6, 6-1) qu'il remonte alors qu'il est mené deux sets à zéro et le Français Benjamin Bonzi (7-5, 6-7, 4-6, 6-2, 6-4) tombeur au premier tour de l'ancien numéro un Daniil Medvedev. Il gagne son troisième tour contre l'Italien Luciano Darderi (6-4, 6-4, 3-6, 6-3) ce qui lui permet d'aller en huitième de finale pour la première fois de sa carrière à Londres. Diminué, il doit jetter l'éponge contre le numéro cinq mondial Taylor Fritz, finaliste du dernier US Open (1-6, 0-3 ab.).

## Palmarès

### Titre en simple messieurs
| No | Date       | Nom et lieu du tournoi                           | Catégorie | Dotation  | Surface    | Finaliste   | Score     |          |
| -- | ---------- | ------------------------------------------------ | --------- | --------- | ---------- | ----------- | --------- | -------- |
| 1  | 19-02-2024 | Mifel Tennis Open by Telcel Oppo, Cabo San Lucas | ATP 250   | 915 245 $ | Dur (ext.) | Casper Ruud | 6-3, 7-64 | Parcours |

### Finales en simple
| No | Date       | Nom et lieu du tournoi   | Catégorie | Dotation  | Surface      | Vainqueur          | Score           |          |
| -- | ---------- | ------------------------ | --------- | --------- | ------------ | ------------------ | --------------- | -------- |
| 1  | 10-06-2019 | Libéma Open, Bois-le-Duc | ATP 250   | 635 750 € | Gazon (ext.) | Adrian Mannarino   | 7-67, 6-3       | Parcours |
| 2  | 12-06-2023 | Libéma Open, Bois-le-Duc | ATP 250   | 673 630 € | Gazon (ext.) | Tallon Griekspoor  | 64-7, 7-63, 6-3 | Parcours |
| 3  | 22-07-2024 | Atlanta Open, Atlanta    | ATP 250   | 756 020 $ | Dur (ext.)   | Yoshihito Nishioka | 4-6, 7-62, 6-2  | Parcours |

### Titres en double
| No | Date       | Nom et lieu du tournoi                                       | Catégorie    | Dotation     | Surface      | Partenaire         | Finalistes                           | Score            |          |
| -- | ---------- | ------------------------------------------------------------ | ------------ | ------------ | ------------ | ------------------ | ------------------------------------ | ---------------- | -------- |
| 1  | 02-01-2017 | Brisbane International by Suncorp Brisbane                   | ATP 250      | 437 380 $    | Dur (ext.)   | Thanasi Kokkinakis | Gilles Müller Sam Querrey            | 7-67, 6-4        | Parcours |
| 2  | 03-04-2023 | Fayez Sarofim & Co. US Men's Clay Court Championship Houston | ATP 250      | 642 735 $    | Terre (ext.) | Max Purcell        | Julian Cash Henry Patten             | 4-6, 6-4, [10-5] | Parcours |
| 3  | 05-02-2024 | Dallas Open Dallas                                           | ATP 250      | 756 020 $    | Dur (int.)   | Max Purcell        | William Blumberg Rinky Hijikata      | 6-4, 2-6, [10-8] | Parcours |
| 4  | 19-02-2024 | Mifel Tennis Open by Telcel Oppo Cabo San Lucas              | ATP 250      | 915 245 $    | Dur (ext.)   | Max Purcell        | Aleksandr Nedovyesov Gonzalo Escobar | 7-5, 7-62        | Parcours |
| 5  | 01-04-2024 | Fayez Sarofim & Co. US Men's Clay Court Championship Houston | ATP 250      | 661 585 $    | Terre (ext.) | Max Purcell        | William Blumberg John Peers          | 7-5, 6-1         | Parcours |
| 6  | 24-04-2024 | Mutua Madrid Open Madrid                                     | Masters 1000 | 7 877 020 €  | Terre (ext.) | Sebastian Korda    | Ariel Behar Adam Pavlásek            | 6-3, 7-67        | Parcours |
| 7  | 26-08-2024 | US Open New York                                             | G. Chelem    | 33 977 000 $ | Dur (ext.)   | Max Purcell        | Kevin Krawietz Tim Pütz              | 6-4, 7-64        | Parcours |

### Finales en double messieurs
| No | Date       | Nom et lieu du tournoi        | Catégorie    | Dotation     | Surface      | Vainqueurs                        | Partenaire      | Score             |          |
| -- | ---------- | ----------------------------- | ------------ | ------------ | ------------ | --------------------------------- | --------------- | ----------------- | -------- |
| 1  | 26-07-2021 | Truist Atlanta Open Atlanta   | ATP 250      | 555 995 $    | Dur (ext.)   | Jannik Sinner Reilly Opelka       | Steve Johnson   | 6-4, 66-7, [10-3] | Parcours |
| 2  | 24-07-2023 | Atlanta Open Atlanta          | ATP 250      | 737 170 $    | Dur (ext.)   | Nathaniel Lammons Jackson Withrow | Max Purcell     | 7-63, 7-64        | Parcours |
| 3  | 03-07-2024 | The Championships Wimbledon   | G. Chelem    | 20 747 000 £ | Gazon (ext.) | Harri Heliövaara Henry Patten     | Max Purcell     | 67-7, 7-68, 7-69  | Parcours |
| 4  | 05-03-2025 | BNP Paribas Open Indian Wells | Masters 1000 | 9 693 540 $  | Dur (ext.)   | Marcelo Arévalo Mate Pavić        | Sebastian Korda | 6-3, 6-4          | Parcours |

## Parcours dans les tournois duGrand Chelem

### En simple
| Année | Open d'Australie | Open d'Australie   | Internationaux de France | Internationaux de France | Wimbledon       | Wimbledon          | US Open         | US Open              |
| ----- | ---------------- | ------------------ | ------------------------ | ------------------------ | --------------- | ------------------ | --------------- | -------------------- |
| 2014  | 1er tour (1/64)  | Jerzy Janowicz     | —                        | —                        | —               | —                  | —               | —                    |
| 2015  | 1er tour (1/64)  | João Sousa         | —                        | —                        | —               | —                  | —               | —                    |
| 2016  | 1er tour (1/64)  | Thomaz Bellucci    | 2e tour (1/32)           | Ivo Karlović             | 1er tour (1/64) | R. Bautista-Agut   | 1er tour (1/64) | Steve Darcis         |
| 2017  | 2e tour (1/32)   | Dominic Thiem      | 1er tour (1/64)          | John Isner               | 1er tour (1/64) | A. Ramos-Viñolas   | 2e tour (1/32)  | Thomas Fabbiano      |
| 2018  | 1er tour (1/64)  | Nicolás Kicker     | 1er tour (1/64)          | Casper Ruud              | 1er tour (1/64) | Sam Querrey        | 1er tour (1/64) | Cameron Norrie       |
| 2019  | 2e tour (1/32)   | Andreas Seppi      | 3e tour (1/16)           | J. M. del Potro          | 1er tour (1/64) | Nick Kyrgios       | 2e tour (1/32)  | Matteo Berrettini    |
| 2020  | 2e tour (1/32)   | Fabio Fognini      | 1er tour (1/64)          | Radu Albot               | Annulé          | Annulé             | 1/8 de finale   | Borna Ćorić          |
| 2021  | 1er tour (1/64)  | Casper Ruud        | 1er tour (1/64)          | Jaume Munar              | 3e tour (1/16)  | Ilya Ivashka       | 2e tour (1/32)  | Aslan Karatsev       |
| 2022  | 1er tour (1/64)  | Steve Johnson      | 1er tour (1/64)          | Rafael Nadal             | 2e tour (1/32)  | Stéfanos Tsitsipás | 2e tour (1/32)  | Daniel Elahi Galán   |
| 2023  | 1er tour (1/64)  | Jeffrey John Wolf  | 1er tour (1/64)          | Max Purcell              | 2e tour (1/32)  | Novak Djokovic     | 1er tour (1/64) | B. van de Zandschulp |
| 2024  | 2e tour (1/32)   | Stéfanos Tsitsipás | 1er tour (1/64)          | Maximilian Marterer      | 2e tour (1/32)  | Brandon Nakashima  | 1/8 de finale   | Alex de Minaur       |
| 2025  | 2e tour (1/32)   | Nuno Borges        | 1er tour (1/64)          | Jiří Lehečka             | 1/8 de finale   | Taylor Fritz       |                 |                      |

N.B. : à droite du résultat se trouve le nom de l'ultime adversaire.

### En double messieurs
| Année | Open d'Australie                                                                         | Open d'Australie                                                                        | Internationaux de France                                                                   | Internationaux de France                                                                 | Wimbledon                                                                           | Wimbledon            | US Open | US Open |
| ----- | ---------------------------------------------------------------------------------------- | --------------------------------------------------------------------------------------- | ------------------------------------------------------------------------------------------ | ---------------------------------------------------------------------------------------- | ----------------------------------------------------------------------------------- | -------------------- | ------- | ------- |
| 2014  | 2e tour (1/16) B. Mitchell \|\| style="text-align:left;" \| Łukasz Kubot R. Lindstedt    | —                                                                                       | —                                                                                          | —                                                                                        | —                                                                                   | —                    | —       |         |
|       |                                                                                          |                                                                                         |                                                                                            |                                                                                          |                                                                                     |                      |         |         |
| 2016  | —                                                                                        | —                                                                                       | —                                                                                          | —                                                                                        | 2e tour (1/16) L. Hewitt \|\| style="text-align:left;" \| V. Pospisil Jack Sock     | —                    | —       |         |
| 2017  | 1er tour (1/32) Luke Saville \|\| style="text-align:left;" \| D. Inglot F. Mergea        | 1/8 de finale Nick Kyrgios \|\| style="text-align:left;" \| S. González D. Young        | 2e tour (1/16) T. Kokkinakis \|\| style="text-align:left;" \| Marcus Daniell M. Demoliner  | 1/8 de finale R. Lindstedt \|\| style="text-align:left;" \| Jamie Murray Bruno Soares    |                                                                                     |                      |         |         |
| 2018  | 1er tour (1/32) T. Kokkinakis \|\| style="text-align:left;" \| B. McLachlan J.-L. Struff | —                                                                                       | —                                                                                          | —                                                                                        | —                                                                                   | —                    | —       |         |
| 2019  | 1er tour (1/32) J. Duckworth \|\| style="text-align:left;" \| Ken Skupski Neal Skupski   | 1er tour (1/32) John Millman \|\| style="text-align:left;" \| E. Couacaud T. Lamasine   | 2e tour (1/16) Lleyton Hewitt \|\| style="text-align:left;" \| Raven Klaasen Michael Venus | 1er tour (1/32) J.-P. Smith \|\| style="text-align:left;" \| Nikola Mektić Franko Škugor |                                                                                     |                      |         |         |
| 2020  | 1er tour (1/32) Lleyton Hewitt \|\| style="text-align:left;" \| Nam Ji-sung Song Min-kyu | 2e tour (1/16) R. Lindstedt \|\| style="text-align:left;" \| J. S. Cabal Robert Farah   | Annulé                                                                                     | Annulé                                                                                   | —                                                                                   | —                    |         |         |
| 2021  | —                                                                                        | —                                                                                       | 1er tour (1/32) A. Popyrin \|\| style="text-align:left;" \| T. Brkić N. Čačić              | 1er tour (1/32) John Peers \|\| style="text-align:left;" \| Max Purcell Luke Saville     | 1er tour (1/32) J. Duckworth \|\| style="text-align:left;" \| R. Bopanna Ivan Dodig |                      |         |         |
| 2022  | 1er tour (1/32) Matt Reid \|\| style="text-align:left;" \| Rinky Hijikata T. Schoolkate  | 2e tour (1/16) Luke Saville \|\| style="text-align:left;" \| Sander Gillé Joran Vliegen | 2e tour (1/16) João Sousa \|\| style="text-align:left;" \| John Peers Filip Polášek        | —                                                                                        | —                                                                                   |                      |         |         |
| 2023  | 2e tour (1/16) M. Purcell \|\| style="text-align:left;" \| Hugo Nys J. Zieliński         | —                                                                                       | —                                                                                          | 1/8 de finale M. Purcell \|\| style="text-align:left;" \| W. Koolhof Neal Skupski        | 1er tour (1/32) M. Purcell \|\| style="text-align:left;" \| L. Harris M. Kecmanović |                      |         |         |
| 2024  | 2e tour (1/16) M. Purcell \|\| style="text-align:left;" \| Hugo Nys J. Zieliński         | 1/8 de finale M. Purcell \|\| style="text-align:left;" \| S. Bolelli A. Vavassori       | Finale M. Purcell                                                                          | H. Heliövaara H. Patten                                                                  | Victoire M. Purcell                                                                 | K. Krawietz Tim Pütz |         |         |
| 2025  | —                                                                                        | —                                                                                       | 1er tour (1/32) J. Kubler \|\| style="text-align:left;" \| Q. Halys A. Olivetti            |                                                                                          |                                                                                     |                      |         |         |

N.B. : le nom du partenaire se trouve sous le résultat ; les noms des ultimes adversaires se trouvent à droite.

## Participation auMasters

### En double
| Année | Ville | Surface    | Partenaire  | Résultats | Résultat final |
| ----- | ----- | ---------- | ----------- | --------- | -------------- |
| 2024  | Turin | Dur (int.) | Max Purcell | 2v, 2d    | Demi-finaliste |

## Parcours dans lesMasters 1000
| Année | Indian Wells          | Miami                     | Monte-Carlo          | Madrid           | Rome                | Canada            | Cincinnati            | Shanghai                | Paris                    |
| ----- | --------------------- | ------------------------- | -------------------- | ---------------- | ------------------- | ----------------- | --------------------- | ----------------------- | ------------------------ |
| 2017  | 1er tour M. Kukushkin | 1er tour Y. Nishioka      | —                    | —                | —                   | —                 | —                     | 1er tour D. Schwartzman | —                        |
|       |                       |                           |                      |                  |                     |                   |                       |                         |                          |
| 2019  | 2e tour D. Thiem      | 1/8 de finale K. Anderson | —                    | —                | —                   | 1er tour J. Isner | 1er tour Y. Nishioka  | —                       | —                        |
| 2020  | n.o.                  | n.o.                      | n.o.                 | n.o.             | —                   | n.o.              | —                     | n.o.                    | 1/8 de finale R. Nadal   |
| 2021  | 1er tour K. Anderson  | 2e tour M. Raonic         | 2e tour F. Fognini   | —                | —                   | —                 | —                     | n.o.                    | —                        |
| 2022  | 2e tour G. Dimitrov   | 2e tour A. de Minaur      | —                    | —                | —                   | —                 | —                     | n.o.                    | —                        |
| 2023  | 3e tour A. Tabilo     | 1er tour A. Molčan        | —                    | —                | —                   | —                 | 2e tour C. Alcaraz    | 1er tour T. Atmane      | 1er tour Y. Nishioka     |
| 2024  | 1er tour Shang J.     | 2e tour G. Monfils        | —                    | 2e tour P. Kotov | 2e tour T. Monteiro | 2e tour A. Zverev | 1/8 de finale Forfait | 2e tour T. Griekspoor   | 1/4 de finale U. Humbert |
| 2025  | 1er tour C. Moutet    | 3e tour A. Zverev         | 2e tour S. Tsitsipás | —                | 2e tour Forfait     | —                 | 1er tour A. Mannarino |                         |                          |

N.B. : sous le résultat se trouve le nom de l’ultime adversaire.

## Victoires sur le top 10
Toutes ses victoires sur des joueurs classés dans le top 10 de l'ATP lors de la rencontre.
| Légende      |
| ------------ |
| Grand Chelem |
| Masters 1000 |
| ATP 500      |
| ATP 250      |
| Coupe Davis  |

| # | J.T.  | Tournoi        | Année | Surface    | Adversaire         | Rang | Tour | Score           |
| - | ----- | -------------- | ----- | ---------- | ------------------ | ---- | ---- | --------------- |
| 1 | no 90 | Queen's        | 2017  | Gazon      | Andy Murray        | no 1 | 1/16 | 7-64, 6-2       |
| 2 | no 87 | Indian Wells   | 2023  | Dur        | Stéfanos Tsitsipás | no 3 | 1/32 | 7-60, 4-6, 7-65 |
| 3 | no 60 | Tokyo          | 2023  | Dur        | Alexander Zverev   | no 9 | 1/16 | 6-3, 6-4        |
| 4 | no 40 | Cabo San Lucas | 2024  | Dur        | Alexander Zverev   | no 6 | 1/2  | 7-5, 4-6, 7-62  |
| 5 | no 32 | US Open        | 2024  | Dur        | Hubert Hurkacz     | no 7 | 1/32 | 7-62, 6-1, 7-5  |
| 6 | no 29 | Tokyo          | 2024  | Dur        | Casper Ruud        | no 9 | 1/16 | 7-65, 6-1       |
| 7 | no 28 | Paris-Bercy    | 2024  | Dur (int.) | Casper Ruud        | no 8 | 1/16 | 7-63, 3-6, 6-4  |

## Classements ATP en fin de saison
| Année          | 2013 | 2014 | 2015 | 2016 | 2017 | 2018 | 2019 | 2020 | 2021 | 2022 | 2023 | 2024 |
| Rang en simple | 315  | 273  | 154  | 79   | 94   | 72   | 63   | 51   | 77   | 84   | 55   | 26   |
| Rang en double | 1540 | 261  | 234  | 116  | 88   | 386  | 160  | 213  | 188  | 465  | 106  | 3    |

Source : (en) Classements de Jordan Thompson sur le site officiel de la Fédération internationale de tennis